# Петри Пасанен
Петри Пасанен (на фински: Petri Pasanen) (роден на 24 септември 1980 в Лахти, Финландия) е финландски футболист, защитник. Той играе за немския Вердер Бремен и националния отбор на Финландия.